# Pappochroma
 Pappochroma   Raf., 1837 è un genere di piante angiosperme dicotiledoni della famiglia delle Asteraceae, sottofamiglia Asteroideae, tribù Astereae (Aster lineage) e sottotribù Brachyscominae.

## Etimologia
Il nome del genere deriva dalle parole greche "pappos", che significa "fiocco di cotone", e "chroma", che significa "colore".
Il nome scientifico del genere è stato definito dal botanico Constantine Samuel Rafinesque (1783-1840) nella pubblicazione " Flora Telluriana" (Fl. Tellur. 2: 48 ) del 1837.

## Descrizione
Portamento. Le specie di questo genere hanno un habitus di tipo perenne erbaceo. Spesso queste piante formano un tappeto erbaceo. La superficie è ispida-pelosa e stipitato-ghiandolare.
Fusto. La parte aerea è eretta, semplice o ramosa. La parte sotterranea consiste in una corta radice legnosa stolonifera
Foglie. Le foglie, solo basali, sono disposte in modo alternato, picciolate o sessili. La lamina, intera o distalmente crenata, varia da oblanceolata a spatolata. La consistenza è spessa. La superficie è percorsa da 1 - 3 nervature.
Infiorescenza. Le sinflorescenze sono scapose (capolini solitari) a volte sottesi da bratteole. Le infiorescenze vere e proprie sono composte da un capolino terminale peduncolato di tipo radiato con fiori eterogami. I capolini sono formati da un involucro, con forme emisferiche, composto da diverse brattee, al cui interno un ricettacolo fa da base ai fiori di due tipi: fiori del raggio e fiori del disco. Le brattee, con forme oblunghe-lanceolate e non carenate ma con un margine scarioso e a consistenza erbacea, sono disposte in modo più o meno embricato su 2 - 3 serie. Il ricettacolo in genere è nudo ossia senza pagliette a protezione della base dei fiori; la forma varia da piana a conica.
Fiori.  I fiori sono tetra-ciclici (formati cioè da 4 verticilli: calice – corolla – androceo – gineceo) e pentameri (calice e corolla formati da 5 elementi). Si distinguono in:
- fiori del raggio (esterni) da 25 a 36 per capolino: sono femminili e sono disposti su 1 - 4 serie; la forma è ligulata (zigomorfa);
- fiori del disco (centrali): sono più numerosi con forme brevemente tubulose (attinomorfe); sono ermafroditi o (raramente) funzionalmente maschili.

- Formula fiorale:

*/x K {\displaystyle \infty }, [C (5), A (5)], G 2 (infero), achenio
- Calice: i sepali del calice sono ridotti ad una coroncina di squame.

- Corolla: la forma della corolla alla base è più o meno imbutiforme, mentre all'apice è ligulata a 5 (raramente 3) denti (i fiori del raggio) o brevemente tubolare con 5 (raramente 4) lobi (i fiori del disco); i lobi, patenti o eretti, hanno una forma triangolare. I colori della corolla sono giallo (i fiori del disco) e bianco (i fiori del raggio).

- Androceo: l'androceo è formato da 5 stami sorretti da filamenti generalmente liberi; gli stami sono connati e formano un manicotto circondante lo stilo; le teche (produttrici del polline) alla base sono troncate e sono lievemente auricolate (molto raramente sono speronate o hanno una coda); le appendici apicali delle antere hanno delle forme piatte e lanceolate; il tessuto endoteciale (rivestimento interno dell'antera) è quasi sempre polarizzato (con due superfici distinte: una verso l'esterno e una verso l'interno). Il polline è sferico con un diametro medio di circa 25 micron;  è tricolporato (con tre aperture sia di tipo a fessura che tipo isodiametrica o poro) ed è echinato (con punte sporgenti).[11][13]

- Gineceo: l'ovario è infero uniloculare formato da 2 carpelli.[7] Lo stilo (il recettore del polline) è profondamente bifido (con due stigmi divergenti) e con le linee stigmatiche marginali separate.[14] I due bracci dello stilo hanno una forma deltoide e sono papillosi o ricoperti da ciuffi di peli.

Frutti. I frutti sono degli acheni con un scarso pappo; in alcune specie è presente un certo dimorfismo (gli acheni dei fiori del raggio differiscono dagli acheni dei fiori del disco);
- achenio: gli acheni, con forme da oblanceolate a oblunghe, sono lateralmente compressi (piatti) con due-quattro nervature laterali; la superficie è più o meno glabra; la parete dell'achenio è formata da celle contenenti rafidi ma prive di fitomelanina; il carpoforo normalmente è anulare; sono presenti setole con punte a forma di ancora;
- pappo: il pappo è formato da una-due serie di setole persistenti.

## Biologia
Impollinazione: l'impollinazione avviene tramite insetti (impollinazione entomogama tramite farfalle diurne e notturne).

Riproduzione: la fecondazione avviene fondamentalmente tramite l'impollinazione dei fiori (vedi sopra).

Dispersione: i semi (gli acheni) cadendo a terra sono successivamente dispersi soprattutto da insetti tipo formiche (disseminazione mirmecoria). In questo tipo di piante avviene anche un altro tipo di dispersione: zoocoria. Infatti gli uncini delle brattee dell'involucro (se presenti) si agganciano ai peli degli animali di passaggio disperdendo così anche su lunghe distanze i semi della pianta. Inoltre per merito del pappo il vento può trasportare i semi anche a distanza di alcuni chilometri (disseminazione anemocora).

## Distribuzione e habitat
Le specie di questo genere sono distribuite in Australia meridionale e Tasmania.

## Sistematica
La famiglia di appartenenza di questa voce (Asteraceae o Compositae, nomen conservandum) probabilmente originaria del Sud America, è la più numerosa del mondo vegetale, comprende oltre 23.000 specie distribuite su 1.535 generi, oppure 22.750 specie e 1.530 generi secondo altre fonti (una delle checklist più aggiornata elenca fino a 1.679 generi). La famiglia attualmente (2021) è divisa in 16 sottofamiglie; la sottofamiglia Asteroideae è una di queste e rappresenta l'evoluzione più recente di tutta la famiglia.

### Filogenesi
La tribù Astereae comprende circa 40 sottotribù. In base alle ultime ricerche nella tribù sono stati individuati (provvisoriamente) 5 principali lignaggi:
- Basal grade: include alcuni generi isolati, il gruppo "South American-Oceania",  alcune sottotribù africane e il gruppo dei generi legnosi del Madagascar.
- Bellis lineage: comprende le sottotribù eurasiatiche e una sottotribù africana.
- Aster lineage: include i generi asiatici di Asterinae e i principali gruppi dell'Australia e dell'Oceania.
- Baccharis lineage: include alcuni gruppi sudamericani.
- North American lineage: include la vasta gamma di sottotribù del Nordamerica, Messico e alcuni gruppi distribuiti nel Sudamerica.

Il genere  Pappochroma  (insieme alla sottotribù Brachyscominae) è incluso nel Aster lineage i cui caratteri principali sono: la base delle antere sono prive di code e non sono calcarate (speronate); le linee stigmatiche dei bracci dello stilo sono totalmente separate; i due bracci dello stilo hanno una forma breve o allungata da lanceolata a deltoide e possono essere papillosi o ricoperti da ciuffi di peli (all'esterno, mentre all'interno sono glabri). La distribuzione della maggior parte delle specie di questo gruppo è nelle regioni temperate nord e sud.
La sottotribù Brachyscominae comprende oltre trenta generi suddivisi nei seguente gruppi:
- Brachyscome group
- Calotis group
- Vittadinia group
- Elachanthus group
- Incertae sedis
- Olearia Moench sensu stricto
- Unresolved Olearia segregates

 Pappochroma   è incluso nel gruppo "Incertae sedis" insieme ai generi Achnophora - Camptacra - Dichromochlamys - Dimorphocoma - Hullsia - Iatosperma - Ixiochlamys - Minuria (parte) - Pilbara - Remya. In precedenti trattazioni questo genere era descritto nella sottotribù Lagenophorinae..
I caratteri distintivi del genere di questa voce sono:
- queste piante sono delle erbacee perenni con una corta radice stolonifera;
- tutte le foglie sono basali;
- la corolla dei fiori femminili è di tipo radiato;
- il pappo è formato da 6 - 20 setole barbate piuttosto robuste e persistenti.

### Elenco delle specie
Questo genere ha 9 specie:
- Pappochroma bellidioides (Hook.f.) G.L.Nesom
- Pappochroma gunnii  (Hook.f.) G.L.Nesom
- Pappochroma nitidum  (S.J.Forbes) G.L.Nesom
- Pappochroma paludicola  (S.J.Forbes) G.L.Nesom
- Pappochroma pappocromum  (Labill.) G.L.Nesom
- Pappochroma setosum  (Benth.) G.L.Nesom
- Pappochroma stellatum  (Hook.f.) G.L.Nesom
- Pappochroma tasmanicum  (Hook.f.) G.L.Nesom
- Pappochroma trigonum  (S.J.Forbes & D.I.Morris) G.L.Nesom

### Sinonimi
Sono elencati alcuni sinonimi per questa entità:
- Lagenithrix G.L.Nesom
- Lagenopappus  G.L.Nesom